# Kruschitzkyturm

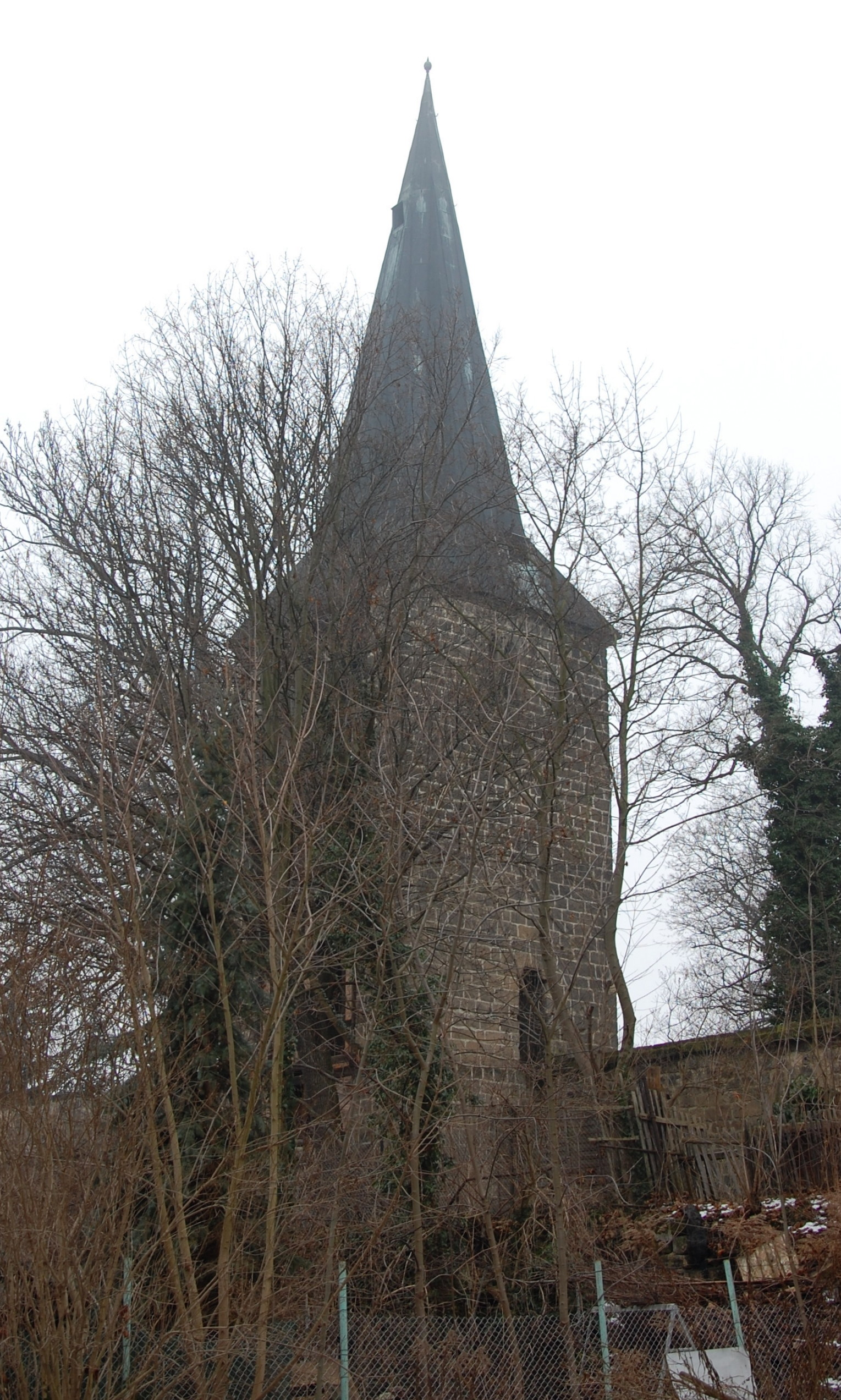
Kruschitzkyturm

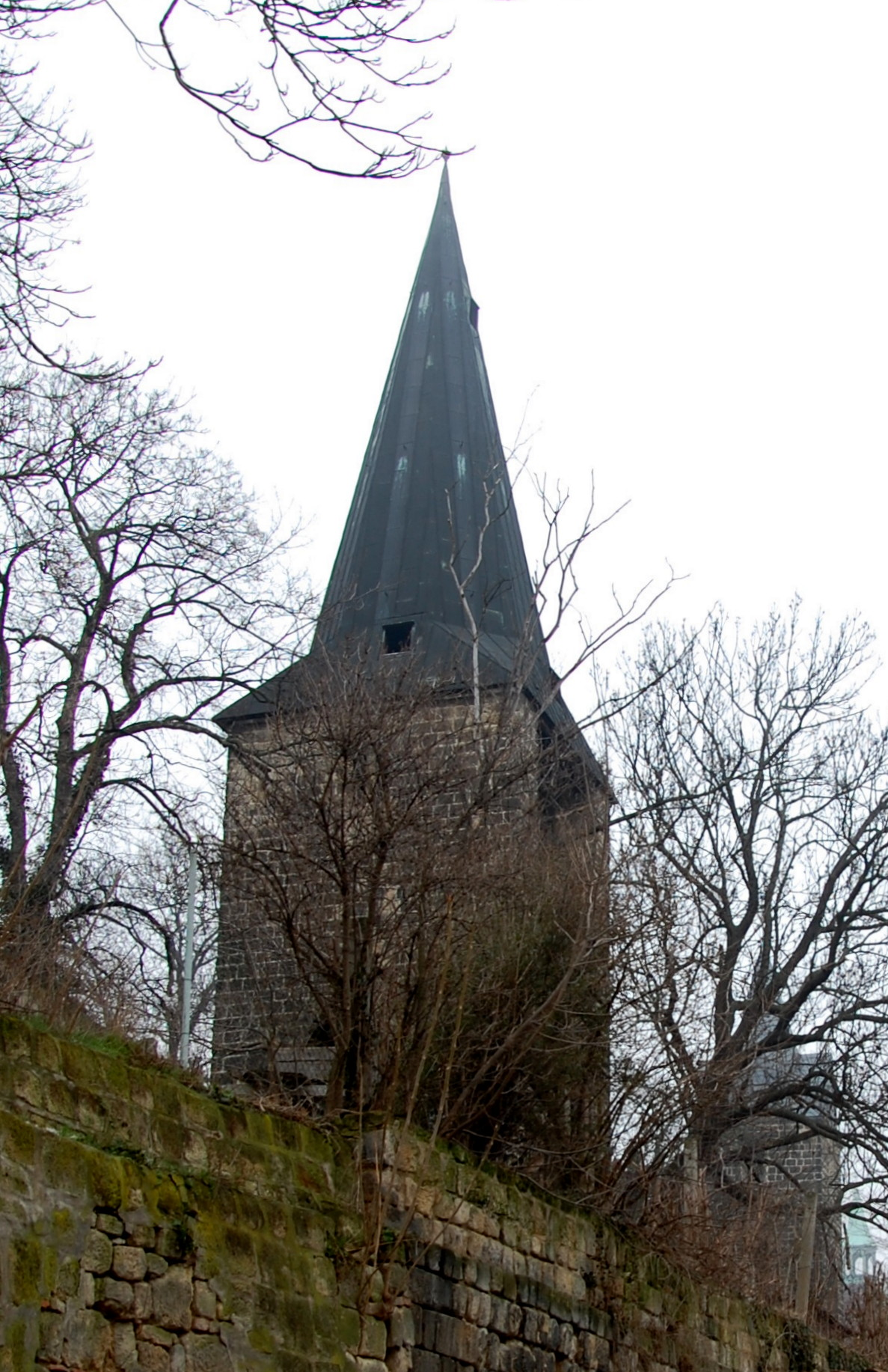
Südseite

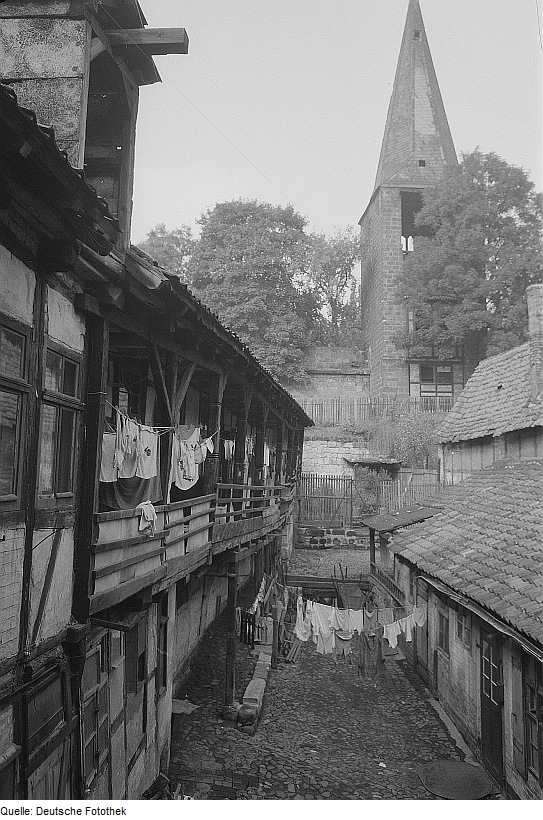
Blick von den Häusern der Hohen Straße zum Kruschitzkyturm, Aufnahme zwischen 1950 und 1977

Der Kruschitzkyturm ist ein mittelalterlicher Wehrturm der denkmalgeschützten Stadtbefestigung der Stadt Quedlinburg in Sachsen-Anhalt.

## Lage
Der Turm befindet sich im westlichen Teil der alten Stadtbefestigung der historischen Quedlinburger Altstadt auf der Westseite der Hohen Straße, östlich der Wallstraße. Etwas weiter nördlich befindet sich der Pulverturm.

## Geschichte und Architektur
Der Kruschitzkyturm ist fünfgeschossig auf quadratischem Grundriss errichtet. Er ist als Schalenturm ausgeführt und verfügt über Schießkammer und einen Mauerwehrgang. Der von einem Spitzdach bedeckte Turm besitzt in seinem obersten Stockwerk gekuppelte Kleeblattbogenöffnungen. Er entstand vermutlich im 14. Jahrhundert. Der ursprünglich stadtseitig offene Turm wurde später mit Fachwerk verschlossen. Der Name Kruschitzky geht auf einen späteren Eigentümer des Turms zurück.